# جمهوری دموکراتیک کنگو در المپیک
جمهوری دموکراتیک کنگو اولین بار در بازی‌های المپیک سال ۱۹۶۸ شرکت کرد، زمانی که به نام کنگو کینشاسا شناخته می‌شد. حضور بعدی این کشور در المپیک شانزده سال بعد در سال ۱۹۸۴ بود، زمانی که به نام زئیر شناخته می‌شد. این کشور از آن زمان تاکنون در همهٔ بازی‌های المپیک تابستانی شرکت کرده است، اما هرگز در بازی‌های المپیک زمستانی شرکت نکرده است. از بازی‌های سال ۲۰۰۰ به این طرف، این کشور دوباره به عنوان جمهوری دموکراتیک کنگو شناخته شد.
هیچ ورزشکاری از جمهوری دموکراتیک کنگو تاکنون موفق به کسب مدال المپیک نشده است، و این کشور بزرگ‌ترین کشور از نظر مساحت و دومین کشور پرجمعیت در جهان است که هرگز موفق به کسب مدال نشده، بعد از بنگلادش.
کمیتهٔ ملی المپیک جمهوری دموکراتیک کنگو در سال ۱۹۶۳ تأسیس شد و در سال ۱۹۶۸ توسط کمیتهٔ بین‌المللی المپیک به رسمیت شناخته شد.

## جداول مدال‌ها

### مدال‌ها بر اساس بازی‌های تابستانی
| بازی‌ها | ورزشکاران    | طلا | نقره | برنز | مجموع | رتبه |
| ۱۹۶۸   | ۵            | ۰   | ۰    | ۰    | ۰     | –    |
| ۱۹۷۲   | شرکت نکرد    |     |      |      |       |      |
| ۱۹۷۶   | شرکت نکرد    |     |      |      |       |      |
| ۱۹۸۰   | شرکت نکرد    |     |      |      |       |      |
| ۱۹۸۴   | ۸            | ۰   | ۰    | ۰    | ۰     | –    |
| ۱۹۸۸   | ۱۵           | ۰   | ۰    | ۰    | ۰     | –    |
| ۱۹۹۲   | ۱۷           | ۰   | ۰    | ۰    | ۰     | –    |
| ۱۹۹۶   | ۱۴           | ۰   | ۰    | ۰    | ۰     | –    |
| ۲۰۰۰   | ۲            | ۰   | ۰    | ۰    | ۰     | –    |
| ۲۰۰۴   | ۴            | ۰   | ۰    | ۰    | ۰     | –    |
| ۲۰۰۸   | ۵            | ۰   | ۰    | ۰    | ۰     | –    |
| ۲۰۱۲   | ۴            | ۰   | ۰    | ۰    | ۰     | –    |
| ۲۰۱۶   | ۴            | ۰   | ۰    | ۰    | ۰     | –    |
| ۲۰۲۰   | ۷            | ۰   | ۰    | ۰    | ۰     | –    |
| ۲۰۲۴   | ۶            | ۰   | ۰    | ۰    | ۰     | –    |
| ۲۰۲۸   | رویداد آینده |     |      |      |       |      |
| ۲۰۳۲   | رویداد آینده |     |      |      |       |      |
| مجموع  | مجموع        | ۰   | ۰    | ۰    | ۰     | –    |